# NGC 1874
NGC 1874 est un amas ouvert associé à une nébuleuse en émission situé dans la constellation de la Dorade. Cet amas et cette nébuleuse sont situés dans le Grand Nuage de Magellan. NGC 1874 a été découvert par l'astronome écossais James Dunlop en 1826.
En compagnie de NGC 1876, NGC 1877 et de NGC 1880, NGC 1874 fait partie d'une vaste région HII du Grand Nuage de Magellan appelée N113,,,.